# Lagery
Lagery est une commune française, située dans le département de la Marne en région Grand Est.

## Géographie

### Localisation
Lagery se trouve au nord-ouest du département de la Marne, en région Grand Est, à la limite avec le département de l'Aisne et la région Hauts-de-France. La commune appartient à la région agricole du Tardenois.
La commune de Lagery s'étend sur une superficie de 934 hectares. Sur son territoire, l'altitude varie de 106 à 246 mètres. Le relief est marqué par plusieurs collines, dépassant les 240 mètres d'altitude au sud de la commune, séparées par les vallons formés par de petits ruisseaux.
Par la route, Lagery se situe à 83 km de Châlons-en-Champagne, préfecture du département, à 27 km de Reims, sous-préfecture, et à 22 km de Dormans, bureau centralisateur du canton de Dormans-Paysages de Champagne dont dépend Lagery depuis 2015. La commune fait en outre partie du bassin de vie de Fismes, commune distante de 15 km par la route.
Lagery est limitrophe de 6 communes :
| Arcis-le-Ponsart | Brouillet | Serzy-et-Prin |
|                  | Lagery    | Lhéry         |
| Vézilly Aisne    | Aougny    |               |

### Hydrographie

#### Réseau hydrographique
La commune est traversée par la ligne de partage des eaux entre les régions hydrographiques « la Seine de sa source au confluent de l'Oise (exclu) » et « la Seine du confluent de l'Oise (inclus) à l'embouchure » au sein du bassin Seine-Normandie. Elle est drainée par le ruisseau de Brouillet, le cours d'eau 01 du Moulin de Lhéry, le ruisseau de Champs Frais et le ruisseau du Four à Chaux,.

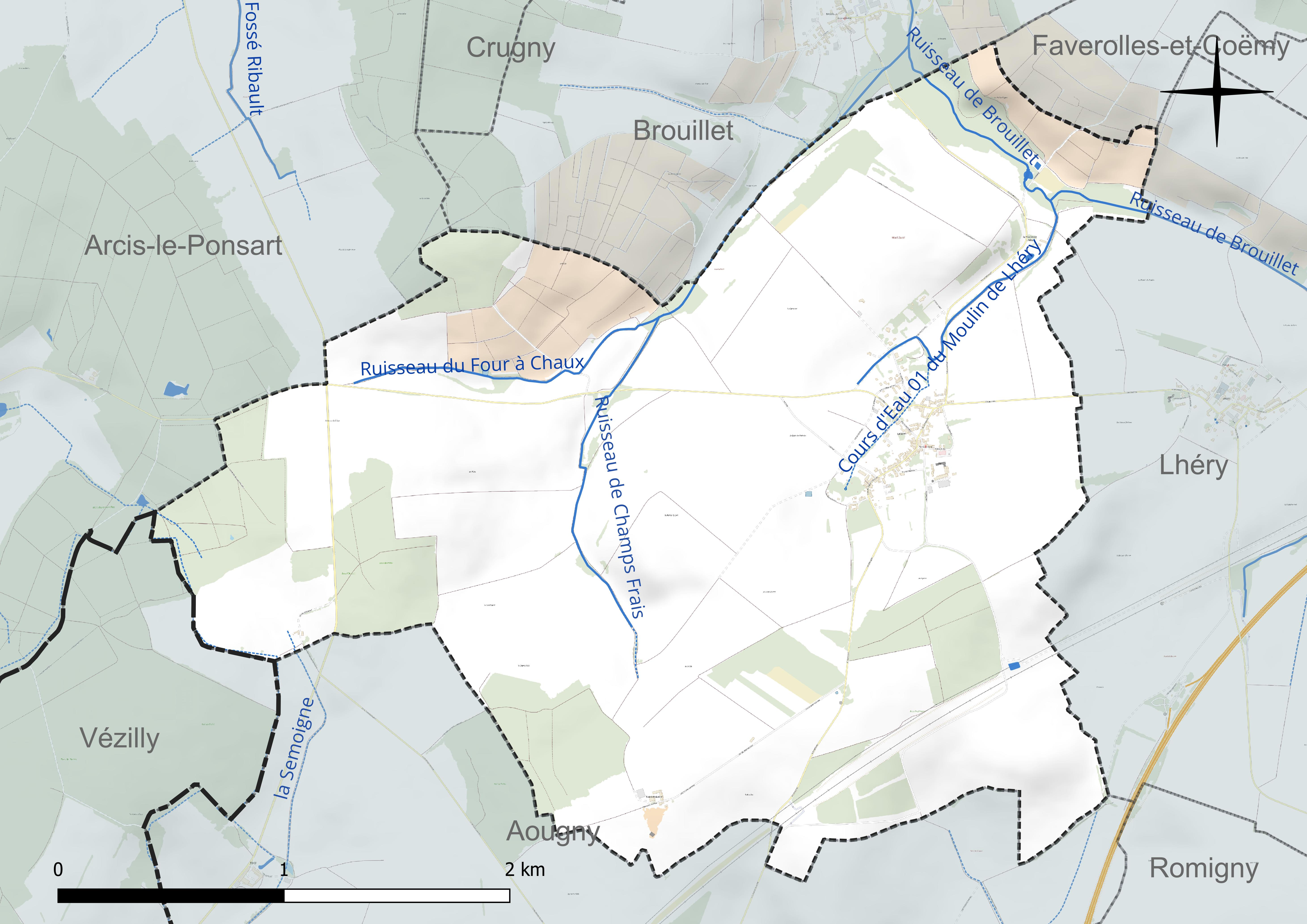
Réseau hydrographique de Lagery.

#### Gestion et qualité des eaux
Le territoire communal est couvert par le schéma d'aménagement et de gestion des eaux (SAGE) « Aisne Vesle Suippe ». Ce document de planification, dont le territoire s’étend sur 3 096 km2 répartis sur trois départements (Aisne, Marne et Ardennes) et deux régions (Champagne-Ardenne et Picardie), a été approuvé le 16 décembre 2013. La structure porteuse de l'élaboration et de la mise en œuvre est le Syndicat d’aménagement des bassins Aisne Vesle Suippe (SIABAVES).
La qualité des cours d’eau peut être consultée sur un site dédié géré par les agences de l’eau et l’Agence française pour la biodiversité.

### Climat
Pour des articles plus généraux, voir Climat du Grand Est et Climat de la Marne.
En 2010, le climat de la commune est de type climat océanique dégradé des plaines du Centre et du Nord, selon une étude du Centre national de la recherche scientifique s'appuyant sur une série de données couvrant la période 1971-2000. En 2020, Météo-France publie une typologie des climats de la France métropolitaine dans laquelle la commune est exposée à un climat océanique altéré et est dans la région climatique  Nord-est du bassin Parisien, caractérisée par un ensoleillement médiocre, une pluviométrie moyenne régulièrement répartie au cours de l’année et un hiver froid (3 °C).
Pour la période 1971-2000, la température annuelle moyenne est de 10,6 °C, avec une amplitude thermique annuelle de 15,7 °C. Le cumul annuel moyen de précipitations est de 738 mm, avec 12,4 jours de précipitations en janvier et 8,2 jours en juillet. Pour la période 1991-2020, la température moyenne annuelle observée sur la station météorologique de Météo-France la plus proche, « Chambrecy-Civc », sur la commune de Chambrecy à 6 km à vol d'oiseau, est de 10,7 °C et le cumul annuel moyen de précipitations est de 734,0 mm. 
La température maximale relevée sur cette station est de 40,3 °C, atteinte le 25 juillet 2019 ; la température minimale est de −22,1 °C, atteinte le 17 janvier 1985,,.
Les paramètres climatiques de la commune ont été estimés pour le milieu du siècle (2041-2070) selon différents scénarios d'émission de gaz à effet de serre à partir des nouvelles projections climatiques de référence DRIAS-2020. Ils sont consultables sur un site dédié publié par Météo-France en novembre 2022.

## Urbanisme

### Typologie
Au 1er janvier 2024, Lagery est catégorisée commune rurale à habitat dispersé, selon la nouvelle grille communale de densité à sept niveaux définie par l'Insee en 2022.
Elle est située hors unité urbaine. Par ailleurs la commune fait partie de l'aire d'attraction de Reims, dont elle est une commune de la couronne,. Cette aire, qui regroupe 294 communes, est catégorisée dans les aires de 200 000 à moins de 700 000 habitants,.

### Occupation des sols
L'occupation des sols de la commune, telle qu'elle ressort de la base de données européenne d’occupation biophysique des sols Corine Land Cover (CLC), est marquée par l'importance des territoires agricoles (84,6 % en 2018), une proportion sensiblement équivalente à celle de 1990 (84,1 %). La répartition détaillée en 2018 est la suivante : 
terres arables (69,7 %), forêts (15,4 %), zones agricoles hétérogènes (6,6 %), cultures permanentes (5,5 %), prairies (2,7 %). L'évolution de l’occupation des sols de la commune et de ses infrastructures peut être observée sur les différentes représentations cartographiques du territoire : la carte de Cassini (XVIIIe siècle), la carte d'état-major (1820-1866) et les cartes ou photos aériennes de l'IGN pour la période actuelle (1950 à aujourd'hui).

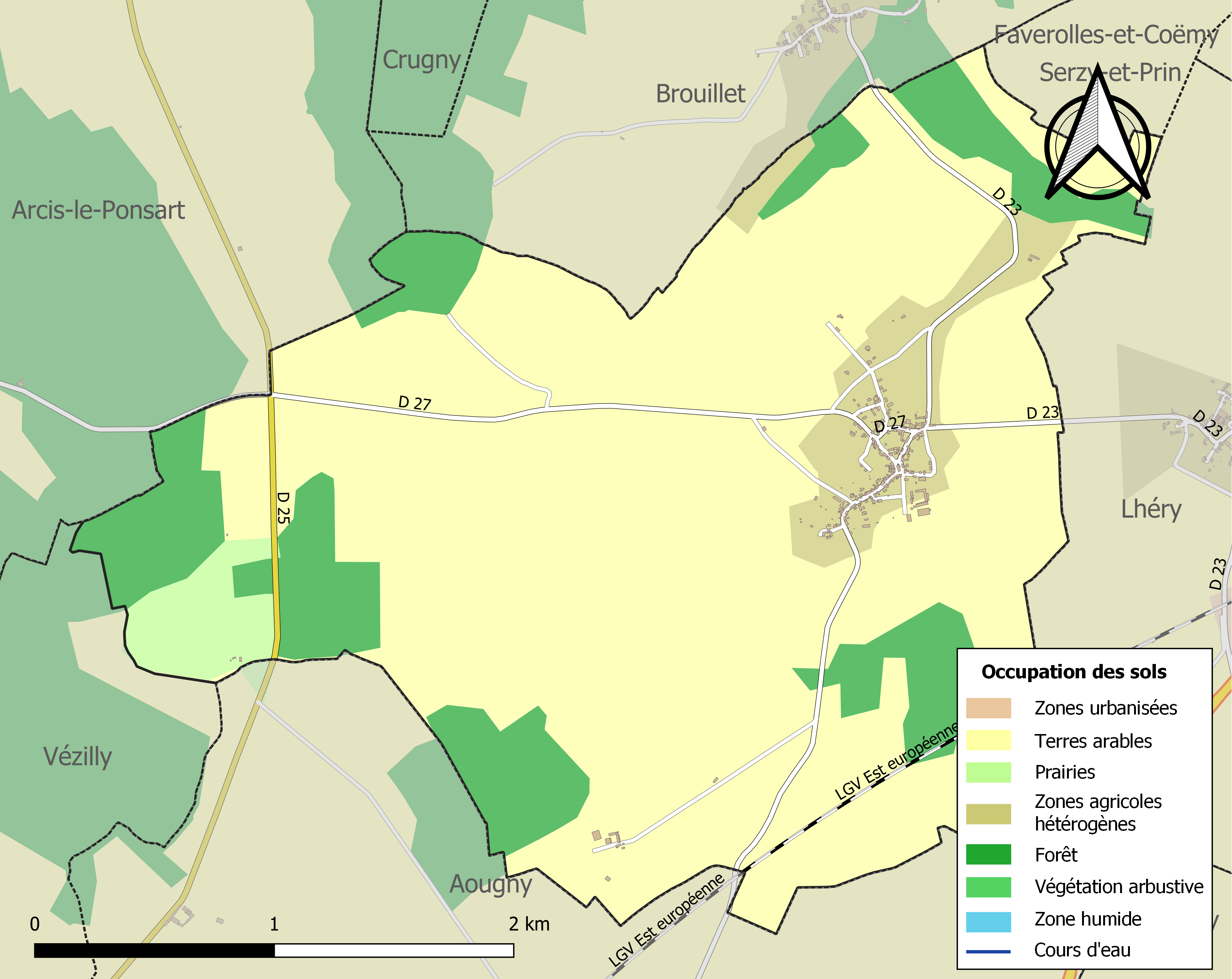
Carte des infrastructures et de l'occupation des sols de la commune en 2018 (CLC).

## Toponymie
Le nom de la localité est attesté sous les formes Lagereium, Latgereium (commencement du XIe siècle) ; Lageri (1156) ; Largeriacum (1163) ; Lagerium (1167) ; Lageriacum (1168) ; Legeri (1186) ; Lageregium (1192) ; Lagerium (1207) ; Lagereyum (1270) ; Lagery-en-Tardenois (1390) ; Largery (1509) ; Lagericum, Lageriæ (1583) ; La Gerye, la Cerie (1741).

## Histoire
Les premiers seigneurs de Lagery connus furent les parents d'Urbain II.

## Politique et administration

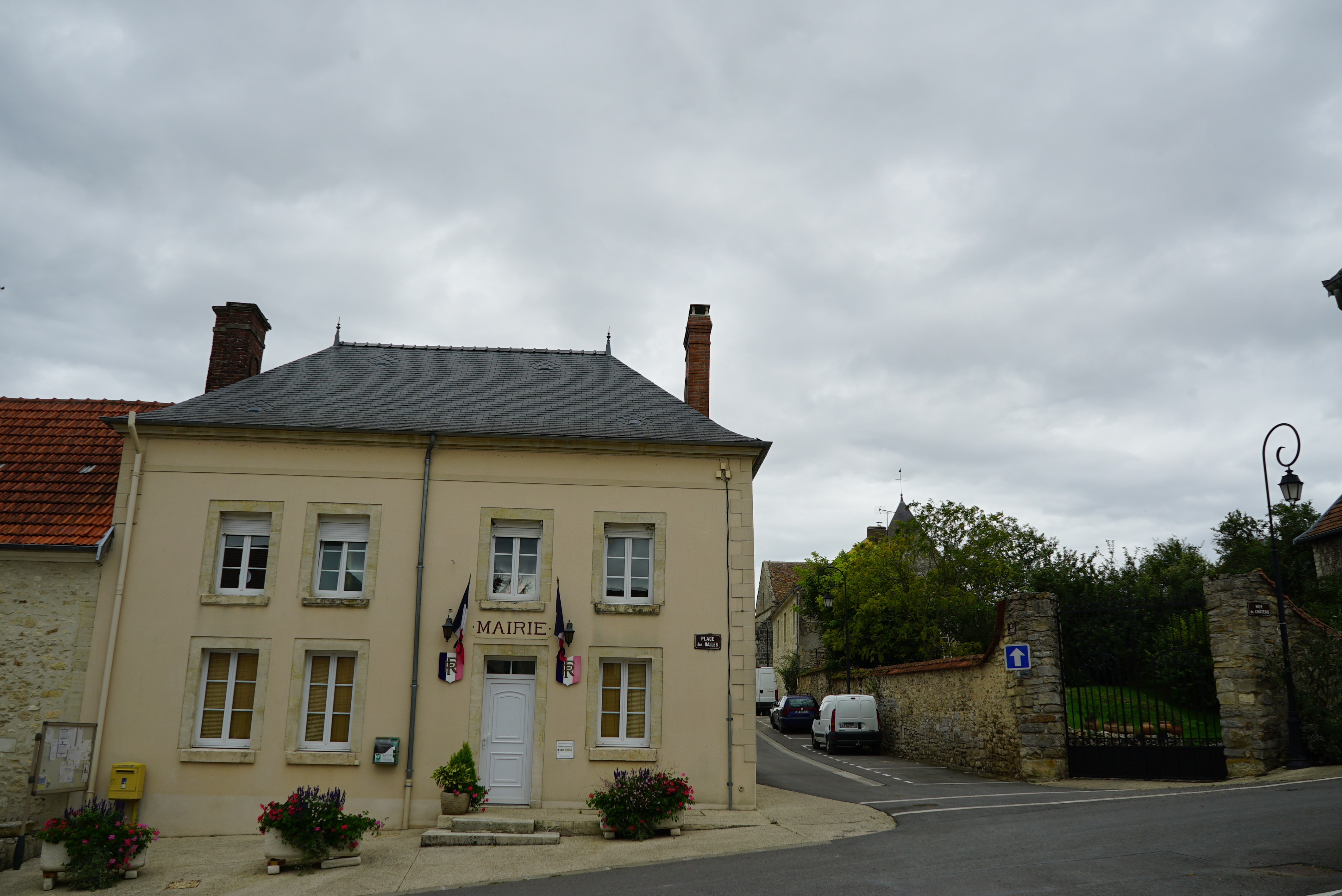
La Mairie, en arrière-plan l'église.

### Intercommunalité
La commune, antérieurement membre de la communauté de communes Ardre et Tardenois, est membre, depuis le 1er janvier 2014, de la communauté de communes Ardre et Châtillonnais.
En effet, conformément au schéma départemental de coopération intercommunale de la Marne du 15 décembre 2011, cette communauté de communes Ardre et Châtillonnais est issue de la fusion, au 1er janvier 2014, de la Communauté de communes du Châtillonnais et de la communauté de communes Ardre et Tardenois,.

### Liste des maires
| Période                                  | Période                      | Identité           | Étiquette | Qualité                        |
| ---------------------------------------- | ---------------------------- | ------------------ | --------- | ------------------------------ |
| 1876                                     |                              | Potelet            |           |                                |
| Les données manquantes sont à compléter. |                              |                    |           |                                |
| avant 1981                               | ?                            | Guy Aubin          | DVG       |                                |
| mars 2001                                | mars 2008                    | Jean-Louis Desloge |           |                                |
| mars 2008                                | En cours (au 4 juillet 2014) | Régis Franque      |           | Réélu pour le mandat 2014-2020 |

## Population et société

### Démographie

#### Évolution démographique
L'évolution du nombre d'habitants est connue à travers les recensements de la population effectués dans la commune depuis 1793. Pour les communes de moins de 10 000 habitants, une enquête de recensement portant sur toute la population est réalisée tous les cinq ans, les populations de référence des années intermédiaires étant quant à elles estimées par interpolation ou extrapolation. Pour la commune, le premier recensement exhaustif entrant dans le cadre du nouveau dispositif a été réalisé en 2008.

En 2022, la commune comptait 234 habitants, en évolution de +11,43 % par rapport à 2016 (Marne : −1,19 %, France hors Mayotte : +2,11 %).
| 1793 | 1800 | 1806 | 1821 | 1831 | 1836 | 1841 | 1846 | 1851 |
| ---- | ---- | ---- | ---- | ---- | ---- | ---- | ---- | ---- |
| 417  | 511  | 508  | 490  | 509  | 434  | 446  | 443  | 407  |

| 1856 | 1861 | 1866 | 1872 | 1876 | 1881 | 1886 | 1891 | 1896 |
| ---- | ---- | ---- | ---- | ---- | ---- | ---- | ---- | ---- |
| 417  | 420  | 404  | 411  | 337  | 339  | 353  | 302  | 295  |

| 1901 | 1906 | 1911 | 1921 | 1926 | 1931 | 1936 | 1946 | 1954 |
| ---- | ---- | ---- | ---- | ---- | ---- | ---- | ---- | ---- |
| 297  | 299  | 273  | 235  | 241  | 205  | 205  | 204  | 169  |

| 1962 | 1968 | 1975 | 1982 | 1990 | 1999 | 2006 | 2008 | 2013 |
| ---- | ---- | ---- | ---- | ---- | ---- | ---- | ---- | ---- |
| 165  | 169  | 133  | 136  | 146  | 162  | 186  | 193  | 201  |

| 2018 | 2022 | - | - | - | - | - | - | - |
| ---- | ---- | - | - | - | - | - | - | - |
| 224  | 234  | - | - | - | - | - | - | - |

#### Pyramide des âges
La population de la commune est relativement jeune.
En 2018, le taux de personnes d'un âge inférieur à 30 ans s'élève à 42,4 %, soit au-dessus de la moyenne départementale (36,9 %). À l'inverse, le taux de personnes d'âge supérieur à 60 ans est de 15,2 % la même année, alors qu'il est de 25,3 % au niveau départemental.
En 2018, la commune comptait 113 hommes pour 111 femmes, soit un taux de 50,45 % d'hommes, largement supérieur au taux départemental (48,4 %).
Les pyramides des âges de la commune et du département s'établissent comme suit.
| Hommes | Classe d’âge | Femmes |
| ------ | ------------ | ------ |
| 0,9    | 90 ou +      | 0,0    |
| 0,9    | 75-89 ans    | 6,3    |
| 11,5   | 60-74 ans    | 10,8   |
| 23,9   | 45-59 ans    | 20,7   |
| 20,4   | 30-44 ans    | 19,8   |
| 19,5   | 15-29 ans    | 18,9   |
| 23,0   | 0-14 ans     | 23,4   |

| Hommes | Classe d’âge | Femmes |
| ------ | ------------ | ------ |
| 0,6    | 90 ou +      | 1,8    |
| 6,5    | 75-89 ans    | 9,2    |
| 16,5   | 60-74 ans    | 17,8   |
| 19,7   | 45-59 ans    | 19,1   |
| 18,6   | 30-44 ans    | 17,5   |
| 19,9   | 15-29 ans    | 18,2   |
| 18,2   | 0-14 ans     | 16,6   |

## Culture locale et patrimoine

### Lieux et monuments

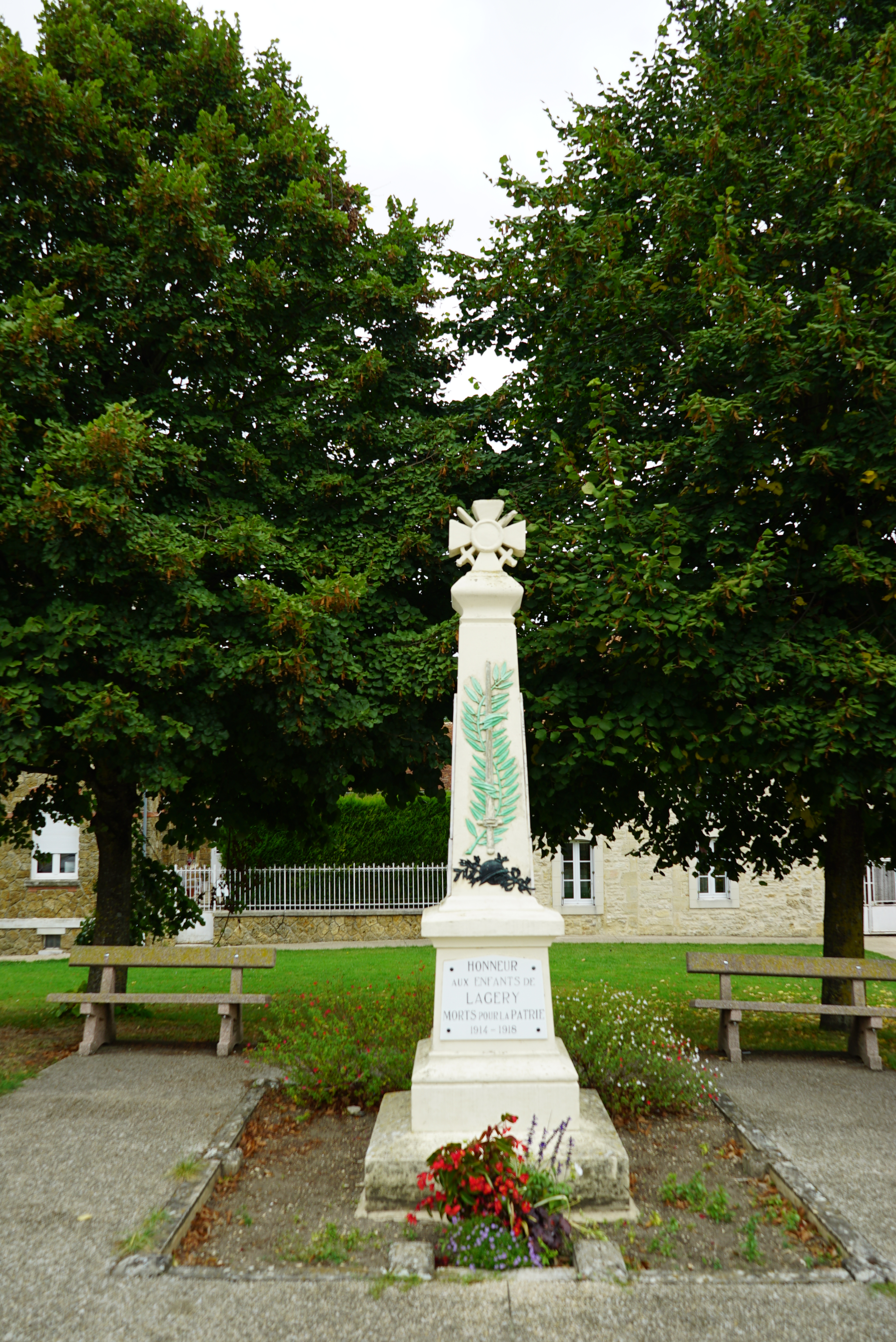
Le monument aux morts,
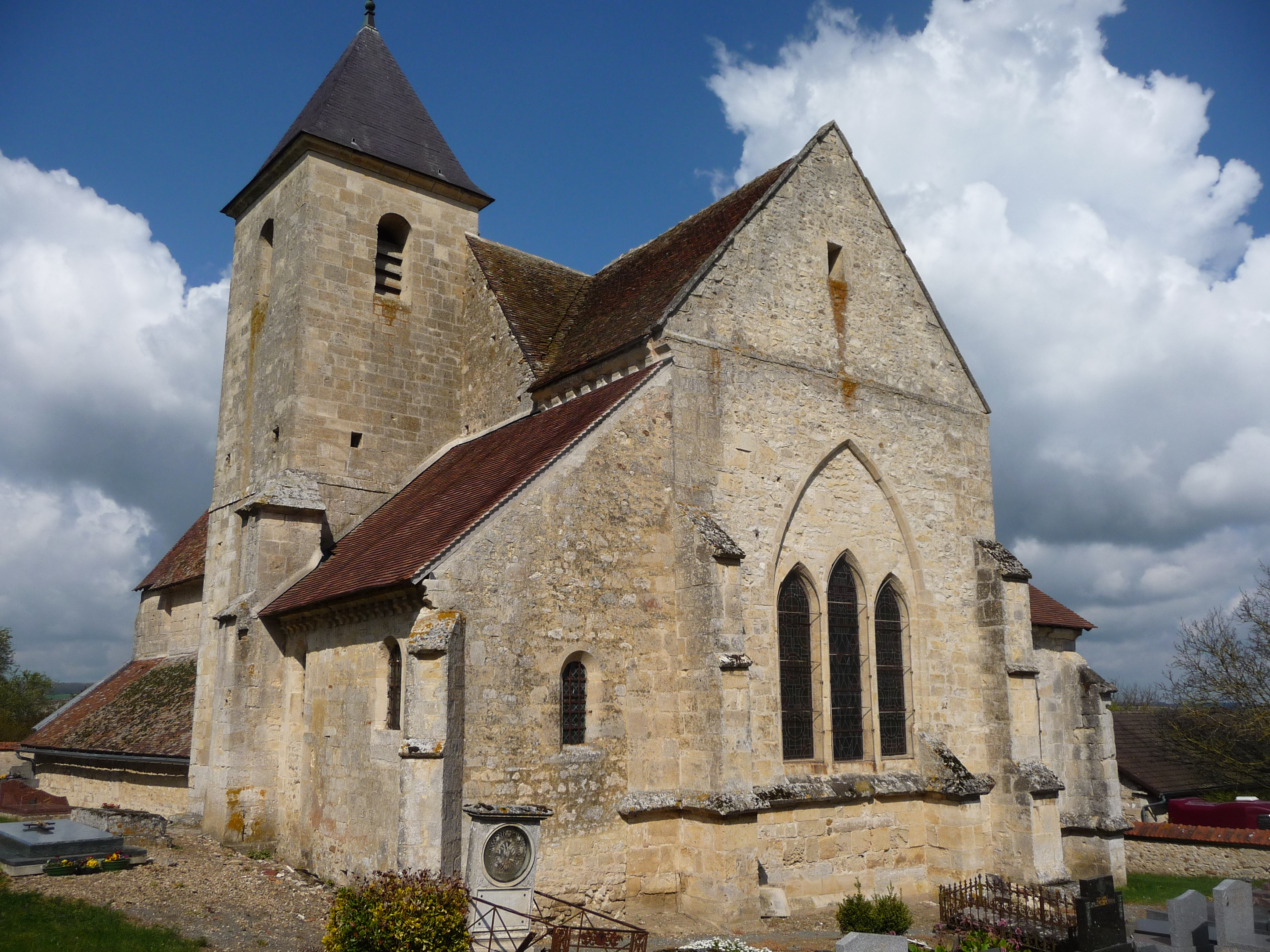
le chevet de l'église,
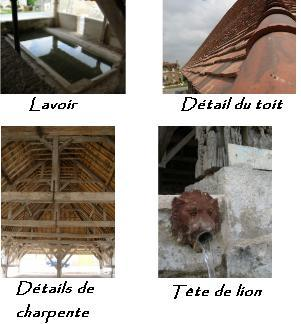
détails des halles.

- Les halles de Lagery, datant du XVIe siècle, abritaient un marché de grains et de bestiaux. Elles furent classées aux monuments historiques le 30 janvier 1922[33] et restaurées dans la première décennie du XXIe siècle, en compagnie du lavoir qui leur est associé[34].
- L'église Saint-Martin fut classée monument historique le 25 août 1920[35]. Ses parties les plus anciennes datent du XIIe siècle.
- Le château, construit aux XIIIe, XVe et XVIe siècles[34], fut inscrit aux monuments historiques le 24 février 1992[36].

### Personnalités liées à la commune
- Odon de Lagery (1042-1099), né à Châtillon-sur-Marne, pape sous le nom d’Urbain II, à l’origine de la première croisade, est le fils du seigneur de Lagery[37].